# Adenopteryx conchyliatalis
Adenopteryx conchyliatalis är en fjärilsart som beskrevs av Émile Louis Ragonot 1891. Adenopteryx conchyliatalis ingår i släktet Adenopteryx och familjen mott. Inga underarter finns listade i Catalogue of Life.